# 阿格罗朗迪亚
阿格罗朗迪亚是巴西圣卡塔琳娜州的一个市镇。总面积207.119平方公里，总人口8275人，人口密度40人/平方公里。